# Liste de traités de paix
 (octobre 2023).
Si vous disposez d'ouvrages ou d'articles de référence ou si vous connaissez des sites web de qualité traitant du thème abordé ici, merci de compléter l'article en donnant les références utiles à sa vérifiabilité et en les liant à la section « Notes et références ».
En pratique : Quelles sources sont attendues ? Comment ajouter mes sources ?
Cet article contient une liste de traités de paix. Tous les traités ne sont pas systématiquement des traités de paix. Un traité d'indépendance peut être accordé en dehors de toute relation conflictuelle. Un traité d'alliance peut sous-tendre des intentions belliqueuses envers une tierce partie.

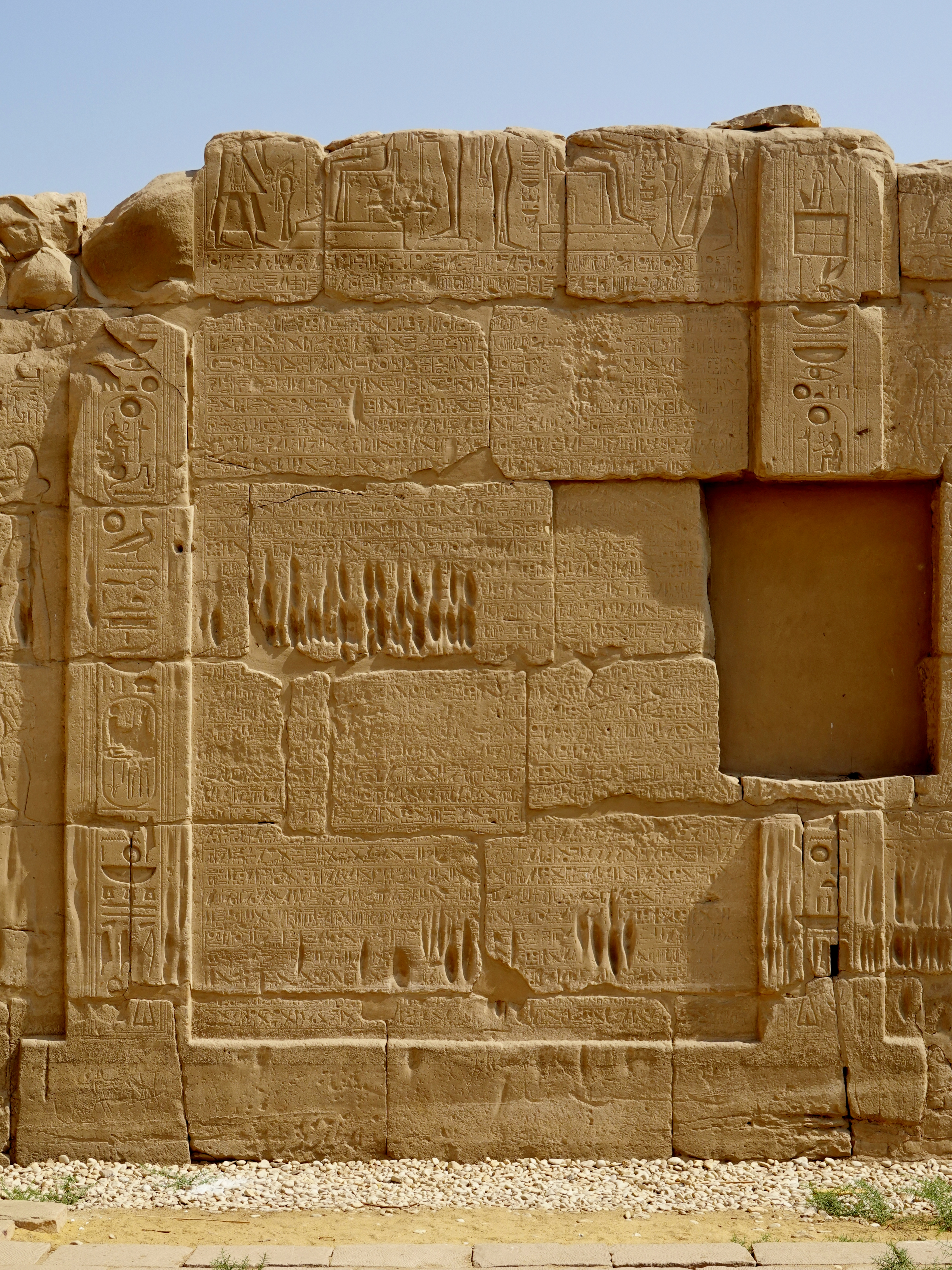
L'un des plus vieux traité de paix existant, le traité égypto-hittite, conservé au temple d'Amon de Karnak.

## Antiquité

### Proche-Orient ancien
- c. 2400 av. J.-C. : Première attestation d'accord politique entre Entemena de Lagash et Lugal-kinishe-dudu d'Uruk à Sumer.
- c. 2350 av. J.-C. : Traité entre Ebla et Abarsal, plus ancien exemplaire de traité de paix connu, entre Irkab-Damu d'Ebla et la ville d'Abarsal.
- c. 2250 av. J.-C. : Traité entre Naram-Sin d'Akkad et un roi d'Awan (Élam).
- 1775-1761 av. J.-C. : Quatre traités de paix retrouvés dans le palais du roi Zimri-Lim de Mari, dont un avec Hammurabi de Babylone.
- c. 1500-1200 av. J.-C. : Une trentaine de traités de paix de cette période retrouvés dans les ruines de Hattusha, la capitale des Hittites, dont le plus célèbre est celui conclu entre Hattushili III et le roi égyptien Ramsès II, également connu par une version égyptienne.
- 800-612 av. J.-C. : Une dizaine de traités de paix retrouvés dans les ruines des capitales assyriennes.
- 750 av. J.-C. : Traités de Sfire (Liban).

### Grèce antique
- 449 av. J.-C. : Paix de Callias entre la Grèce et l'Empire perse.
- 446 av. J.-C. : Paix de Trente Ans entre Athènes (Périclès) et Sparte (Archidamos II).
- fin mars 421 av. J.-C. : Paix de Nicias entre Athènes et Sparte.
- 387 av. J.-C. : Paix d'Antalcidas entre Sparte et l'Empire perse.

### Rome antique
- 229 av. J.-C. : Traité de l'Èbre entre Carthage (Hasdrubal le Beau) et la République romaine.

## Moyen Âge

### Haut Moyen Âge
- 28 novembre 587 : Traité d'Andelot entre Childebert II et Gontran, roi de Bourgogne. Les deux souverains se promettent une paix perpétuelle. Gontran reconnaît Childebert II comme successeur.
- mars 628 : Traité d'al-Houdaybiyya signé entre les musulmans et les Qurayshites de La Mecque. Une trêve de dix ans est signée.
- avril 713 : Traité d'Orihuela signé entre Abd al Aziz ibn Musa et Théodomir de Murcie. Ce dernier capitule devant les troupes arabo-berbères venues envahir la péninsule hispanique.
- 716 : Traité de 716 signé entre l'Empire bulgare et l'Empire byzantin. Ce dernier reconnaît les frontières de la Bulgarie et s'engage à payer un tribut.
- 720 : Traité de paix entre Charles Martel et le duc Eudes d'Aquitaine qui reconnait le pouvoir de Charles en Neustrie comme en Austrasie et s'engage à lui livrer le roi mérovingien Chilpéric II[1]
- 811 : Traité de Heiligen signé entre l'Empire franc et le royaume de Danemark. La frontière sud du Danemark est confirmée sur l'Eider.
- 815 : Traité de Constantinople signé entre L'Empire bulgare et l'Empire byzantin. Il met fin à la guerre qui dure depuis 807.
- 822 : Traité de paix sino-tibétain de 822 entre le roi du Tibet de la dynastie Yarlung, Tri Ralpachen, et la Chine.
- 4 juin 836 : Traité de Bénévent (en) signé entre la principauté de Bénévent et le duché de Naples.
- Août 843 : Traité de Verdun entre Charles le Chauve, Louis le Germanique et Lothaire Ier.
- 10 février 856 : Traité de Louviers entre Charles II le Chauve et Erispoë, la Bretagne est reconnue comme royaume indépendant.
- 25 août 867 : Traité de Compiègne, cession de l'Avranchin et du Cotentin à la Bretagne.
- 8 août 870 : Traité de Meerssen signé entre Louis le Germanique et Charles le Chauve. Les deux souverains se partagent la Lotharingie.
- février 880 : Traité de Ribemont signé entre Louis III le Jeune et les frères Louis III et Carloman II. Ces dernières cèdent la Lotharingie occidentale au souverain germanique.
- 907 : Traité de Constantinople signé entre la Rus' de Kiev et l'Empire byzantin.
- 11 juillet 911 : Traité de Saint-Clair-sur-Epte entre Rollon et Charles le Simple. Le roi de France cède au chef normand les pays de Caux et Rouen fondant ainsi le duché de Normandie.
- 8 septembre 911 : Traité de Constantinople (en) signé entre la principauté de Kiev et l'Empire byzantin. Les Byzantins favorisent l'importation d'esclaves en provenance de Russie par une réduction de moitié du kommerkion.
- 7 novembre 921 : Traité de Bonn signé entre Charles le Simple et Henri Ier l'Oiseleur. Les deux souverains reconnaissent leurs possessions mutuelles.
- 945 : Traité de Constantinople signé entre la principauté de Kiev et l'Empire byzantin.

### Moyen Âge central

#### XIesiècle
- 30 janvier 1018 : Traité de Bautzen signé entre Boleslas Ier de Pologne et l'empereur Henri II. Ce dernier reconnaît à la Pologne la possession des Marches de Lusace et de Misnie ainsi que la Moravie.
- 23 août 1059 : Traité de Melfi signé entre Robert Guiscard et le pape Nicolas II. Ce dernier reconnaît au seigneur normand la possession des duchés d'Apulie et de Calabre ainsi que la Sicile.
- 29 juin 1080 : Traité de Ceprano signé entre Robert Guiscard et le pape Grégoire VII. Ce dernier reconnaît les possessions normandes dans le sud de l'Italie et en Sicile en échange de son soutien.
- 18 juillet 1091 : Traité de Caen signé entre Guillaume II d'Angleterre et Robert II de Normandie. Les deux souverains se reconnaissent mutuellement comme héritier en cas de décès.

#### XIIesiècle
- juillet 1101 : Traité d'Alton signé entre Henri Ier d'Angleterre et Robert Courteheuse, duc de Normandie. Ce dernier reconnaît son frère comme roi d'Angleterre.
- septembre 1108 : Traité de Déabolis signé entre l'empereur Alexis Ier Comnène et Bohémond de Tarente. Ce dernier doit reconnaître la suzeraineté de l'empereur byzantin pour sa principauté d'Antioche.
- mars 1113 : Traité de Gisors signé entre Henri Ier Beauclerc et Louis VI le Gros. Ce dernier reconnaît la suzeraineté des Normands sur le Maine et la Bretagne.
- 23 septembre 1122 : Concordat de Worms signé entre le pape Calixte II et l'empereur Henri V qui met fin à la Querelle des Investitures.
- 1123 : Pactum Warmundi signé entre le royaume de Jérusalem et la république de Venise. Jérusalem obtient l'alliance de Venise en échange de concessions commerciales.
- 20 février 1136 : Traité de Durham signé entre Étienne d'Angleterre et David Ier d’Écosse.
- 9 avril 1139 : Traité de Durham signé entre Étienne d'Angleterre et David Ier d’Écosse. Le roi d'Angleterre cède le Northumberland à Henry, fils de David, mais il conserve la suzeraineté sur le territoire.
- 25 juillet 1139 : Traité de Mignano signé entre Roger II de Sicile et le pape Innocent II. Ce dernier est contraint de reconnaître le royaume de Sicile.
- 22 février 1140 : Traité de Carrión signé entre Alphonse VII de Castille et Raymond-Bérenger IV de Barcelone. Les deux souverains s'entendent pour se partager le royaume de Navarre.
- novembre 1141 : Traité de Shaoxing signé entre les Song et les Jin en Chine. Ces derniers obtiennent un tribut annuel et la frontière est fixée sur le Huai He.
- 5 octobre 1143 : Traité de Zamora entre Alphonse-Henri de Portugal et Alphonse VII de Castille. Ce dernier reconnaît indépendance du Portugal.
- 27 janvier 1151 : Traité de Tudilén signé entre Alphonse VII de Castille et Raymond-Bérenger IV de Barcelone. Les deux souverains se partagent leurs zones d'influence.
- 23 mars 1153 : Traité de Constance signé entre l'empereur Frédéric Ier et le pape Eugène III. L'empereur promet au pape son soutien.
- Décembre 1153 : Traité de Wallingford signé entre Étienne de Blois et Henri Plantagenêt. Le traité met fin à la guerre civile anglaise et Étienne adopte Henri comme successeur.
- 31 août 1158 : Traité de Gisors signé entre Henri II Plantagenêt et Louis VII le Jeune. Les deux souverains conviennent du mariage entre Henri le Jeune et Marguerite de France qui apportera en dot Gisors, Neaufles et le Vexin normand.
- 18 juin 1156 : Traité de Bénévent signé entre Maion de Bari pour le royaume de Sicile et Roland de Sienne pour la papauté. Cette dernière reconnaît la souveraineté de Guillaume sur la Sicile, l'Apulie, la Calabre, ainsi que Capoue, Amalfi, Naples, Gaète, les Marches et les Abruzzes.
- 23 mai 1158 : Traité de Sahagún (en) signé entre Sanche III de Castille et Ferdinand II de León. Les deux souverains et frères fixent la frontière entre les royaumes de León et de Castille.
- 24 juillet 1177 : Traité de Venise signé entre le pape Alexandre III et l'empereur Frédéric Ier Barberousse. Ce dernier cesse de soutenir l'antipape et reconnaît Alexandre III qui lève l'excommunication de l'empereur.
- 2 mai 1179 : Traité de Ribemont (1179) signé entre les fils du duc Mathieu Ier de Lorraine, Simon II et Ferry Ier de Bitche. Le premier reçoit la partie sud du duché, francophone, et le deuxième la partie germanophone.
- 20 mars 1179 : Traité de Cazola signé entre Alphonse II d'Aragon et Alphonse VIII de Castille. Les deux souverains redéfinissent leurs zones d'influence.
- 28 juin 1180 : Traité de Gisors signé entre Philippe Auguste et Henri II Plantagenêt par lequel les deux souverains s'engagent dans une alliance défensive et offensive.
- 25 juin 1183 : Paix de Constance signée entre la Ligue lombarde et l'empereur Frédéric Ier Barberousse. Ce dernier doit reconnaître l'indépendance des cités italiennes.
- Juillet 1189 : Traité de Gisors signé entre Philippe Auguste et Henri II Plantagenêt. L'Auvergne devient vassale du roi de France.
- 2 septembre 1192 : Traité de Ramla signé entre Saladin et Richard Cœur de Lion. Saladin conserve Jérusalem mais reconnaît le royaume chrétien d'Acre et autorise l'accès à Jérusalem aux pèlerins.
- 15 janvier 1196 : Traité de Gaillon entre Philippe Auguste et Richard Cœur de Lion. Il entérine certaines conquêtes de Philippe dont celle de Gaillon (confirmée en juillet 1196 au traité de Louviers)[2].
- juillet 1196 : Traité de Louviers entre Philippe Auguste et Richard Cœur de Lion[3].

#### XIIIesiècle
- 18 mai 1200 : Traité du Goulet signé entre Philippe Auguste et Jean sans Terre. Ce dernier cède le comté d'Évreux et les seigneuries d'Issoudun et de Graçay au roi de France.
- décembre 1214 : Traité de Nymphaeon signé entre l'empire de Nicée et l'empire latin de Constantinople. Ce dernier reconnaît implicitement l'empire de Nicée.
- 11 septembre 1217 : Traité de Lambeth signé entre Henri III d'Angleterre et Louis le Lion. Ce dernier renonce au trône d'Angleterre au profit d'Henri III.
- août 1219 : Traité de Constantinople signé entre la république de Venise et l'empire de Nicée. Les deux États s'engagent dans un pacte de non-agression et une alliance défensive.
- 26 mars 1244 : Traité d'Almizra signé entre Jacques Ier d'Aragon et l'infant de Castille, Alphonse. Ils fixent la frontières entre les royaumes de Murcie et de Valence.
- 12 février 1249 : Traité de Christburg signé entre les prussiens et les chevaliers teutoniques pendant les soulèvements prussiens.
- 1295 : Traité de Paris entre la France (Philippe IV le Bel) et l'Écosse (John Balliol). Début de la Vieille Alliance («Auld Alliance»).
- 1299 : Traité de Montreuil-sur-Mer entre Philippe IV le Bel (roi de France) et Édouard 1er d'Angleterre (roi d'Angleterre) qui mit fin à la guerre entre les deux pays. Outre ce traité à rendre l'Aquitaine (Guyenne) à l'Angleterre, il prévoit le mariage d'Édouard 1er d'Angleterre avec Marguerite de France, fille de Philippe III le Hardi, sœur de Philippe IV le Bel; et le mariage d'Édouard de Caernavon, fils d'Édouard 1er, avec Isabelle de France, fille de Philippe IV le Bel.

### Moyen Âge tardif
- 8 août 1304 : Traité de Torrellas signé entre Jacques II d'Aragon et Ferdinand IV de Castille. Ils redéfinissent leurs zones d'influence.
- 19 mai 1305 : Traité d'Elche signé entre les royaumes de Castille et d'Aragon. Carthagène est remise à la Castille.
- 11 juillet 1312 : Traité de Pontoise entre la France (Philippe IV le Bel) et la Flandre (Robert III de Flandre).
- 17 mars 1328 : Traité d'Édimbourg-Northampton entre les royaumes d'Écosse (Robert 1er d'Écosse) et d'Angleterre (Parlement anglais). Les termes du traité stipulent entre autres que, en échange de 20 000 livres sterling, la couronne d'Angleterre reconnaîtrait le royaume d'Écosse comme une nation totalement indépendante ainsi que les héritiers et successeurs de Robert 1er d'Écosse, et que David Bruce, le fils et héritier de Robert Ier épousera Jeanne la sœur du roi Édouard III d'Angleterre, elle devra recevoir un revenu annuel de 2 000 livres sterling.
- 1er mars 1353 : Traité de Westminster entre l'Angleterre (Édouard III) et la France (Jean le Bon).
- 19 août 1359 : Traité de Pontoise entre la France (Dauphin Charles) et Charles II de Navarre.
- 10 mars 1360 : Traité de Guillon entre l'Angleterre (Édouard III) et le duché de Bourgogne.
- 8 mai 1360 : Traité de Brétigny entre l'Angleterre (Édouard III) et la France (Jean le Bon).
- 21 mai 1420 : Traité de Troyes entre l'Angleterre (Henri V) et la France (Charles VII), le « petit roi de Bourges ».
- 21 septembre 1435 : Traité d'Arras entre la France (Charles VII) et la Bourgogne (Philippe le Bon).
- 4 septembre 1479 : Traité d’Alcáçovas entre les Rois catholiques et Alphonse V de Portugal.
- 23 décembre 1482 : Traité d'Arras entre la France (Louis XI) et le Saint-Empire (Maximilien Ier)

## Époque moderne
- 1526 : Traité de Madrid, entre François Ier et Charles Quint.
- 1529 : Paix des Dames signée par Louise de Savoie (mère de François Ier) et Marguerite d’Autriche (tante de Charles Quint).
- 1538 : Paix de Nice entre François Ier et Charles Quint.
- 1550 : Traité d'Outreau. Restitution de Boulogne à la France par les Anglais contre 400 000 écus d’or[4].
- 1559 : Traités du Cateau-Cambrésis :
  - 12 mars et 2 avril : traité signé entre Henri II, roi de France et Élisabeth, reine d'Angleterre ;
  - 3 avril : traité signé entre Henri II, roi de France et Philippe II, roi d'Espagne.
- 10 août 1583 : Traité de Plussa
- 1589 : Le Goujerat et Bîjâpur signent un traité de paix.
- 2 mai 1598 : Paix de Vervins, signée entre Henri IV, roi de France, et Philippe II, roi d'Espagne.
- 21 juillet 1603 : Traité de Saint-Julien entre le duché de Savoie et Genève
- 11 novembre 1606 : Paix de Zsitvatorok entre les Habsbourg et les Ottomans mettant fin à une guerre de 13 ans.
- 12 novembre 1614 : Traité de Xanten entre l'électorat de Brandebourg et le duché de Palatinat-Neubourg, avec la médiation de l'Angleterre et de la France, qui met fin à la guerre de Succession de Juliers.
- 30 janvier 1648 : premier traité de Münster entre l'Espagne et les Provinces-Unies. Ce traité fait partie de la paix de Westphalie.
- 24 octobre 1648 : Traités de Westphalie (signés à Münster et Osnabrück) entre l’empereur Ferdinand III, la France et la Suède.
- 7 novembre 1659 : Traité des Pyrénées entre l'Espagne et la France mettant fin à la guerre franco-espagnole.
- 1665 : Traité de Purandhar (en) entre Shivaji et Aurangzeb.
- 1668 : Deuxième traité de paix entre Shivaji et Aurangzeb.
- 1678 : Traité de Nimègue entre les Provinces-Unies et la France.
- 1690 : Traité de paix entre la Compagnie anglaise des Indes orientales et Aurangzeb.

- Traités mettant fin à la guerre de Succession d'Espagne :
  - 1713 : Traités d'Utrecht, entre le royaume de France et le royaume de Grande-Bretagne (signé le 11 avril), et entre l'Espagne et la Grande-Bretagne (signé le 13 juillet)
  - 6 mars 1714 : Traité de Rastatt entre le royaume de France et l'archiduché d'Autriche
  - 7 septembre 1714 : Traité de Baden entre la France et le Saint-Empire romain germanique
- 1720 : Traité de La Haye qui met fin à la guerre de la Quadruple-Alliance.
- 1743 : Traité de Worms, alliance militaire durant la guerre de Succession d'Autriche.
- 1763 : Traité de Paris, Louis XV renonce au Québec et récupère les Antilles, fin de la guerre de Sept Ans.
- 1782 : Traité de Salbai entre les Marathes et les Britanniques.
- 1783 :
  - 3 septembre : le traité de Paris, il est signé entre les représentants des treize colonies américaines et les représentants britanniques et met un terme à la guerre d'indépendance des États-Unis d'Amérique (1774-1783). La Grande-Bretagne reconnaît l'indépendance des États-Unis d'Amérique.
  - 3 septembre : le traité de Versailles, un ensemble de trois traités bilatéraux de paix signés par la Grande-Bretagne avec respectivement un traité avec la France qui met fin à la guerre franco-anglaise, un second traité avec l'Espagne qui met fin à la guerre anglo-espagnole, et enfin, un troisième traité avec la Hollande, qui mettra fin en 1784, à la quatrième guerre anglo-néerlandaise.

## Époque contemporaine
- 1795 : Traité de Greenville entre les Américains et les Amérindiens.
- 1797 : Traité de Campo-Formio entre la France et l'Autriche.
- 1800 : Traité de Mortefontaine (conflit naval) entre les États-Unis et la France.
- 1801 : Traité de Lunéville signé entre la France et l'Autriche.
- 1801 : Convention d'Aranjuez signée entre la France et l'Espagne.
- 1801 : Traité de Florence signé entre la France et le royaume de Naples.
- 1801 : Concordat de Rome signé entre la France et les États de l'Église.
- 1801 : Traité de Paris signé entre la France et l'Empire ottoman.
- 1801 : Traité de Paris signé entre la France et la Russie.
- 1802 : Traité d'Amiens signé entre la France et le Royaume-Uni.
- 1805 : Traité de Schönbrunn signé entre la France et la Prusse.
- 1805 : Traité de Presbourg signé entre la France et l'Autriche.
- 1806 : Traité de Poznań signé entre la France et le Royaume de Saxe.
- 1807 : Traité de Tilsit signé entre la France et la Russie.
- 1809 : Traité d'Amritsar entre les Britanniques et les Sikhs
- 1809 : Traité de Fredrikshamn entre la Suède et la Russie.
- 1809 : Traité de Vienne entre la France et l'Autriche.
- 1813 : Traité de Golestan entre l'Empire russe et la Perse
- 1826 : Traité de Yandabo entre la Compagnie anglaise des Indes orientales et Bagyidaw
- 1843 : Traité de Maastricht (1843) entre la Belgique et les Pays-Bas sur les frontières
- 1902 : Traité de Vereeniging entre le Royaume-Uni, et le Transvaal et l'État libre d'Orange

### Première Guerre mondiale
- 7 mai 1918 : Traité de Bucarest (1918) entre la Roumanie et les empires centraux qui n'a jamais été ratifié.
- 28 juin 1919 : Traité de Versailles entre les Alliés et l'Empire allemand
- 10 septembre 1919 : Traité de Saint-Germain-en-Laye (ou simplement de Saint-Germain) entre les Alliés et l'Autriche
- 27 novembre 1919 : Traité de Neuilly entre les Alliés et la Bulgarie
- 4 juin 1920 : Traité de Trianon entre les Alliés et la Hongrie
- 10 août 1920 : Traité de Sèvres entre les Alliés et l'Empire ottoman
- 11 août 1920 : Traité de Riga entre la Lettonie et la Russie
- 24 juillet 1923 : Traité de Lausanne entre les Alliés et la Turquie, révisant le précédent traité de Sèvres : la Turquie reprend la Thrace orientale, le contrôle des détroits et ses territoires d'Asie mineure (Arménie)
- 27 août 1928 : Pacte Kellog-Briand

### Seconde Guerre mondiale
- 12 mars 1940 : Traité de Moscou entre la Finlande et l'URSS, fin de la guerre d'Hiver.
- 10 février 1947 : Traité de Paris (1947)
- 12 septembre 1990 : Traité de Moscou entre d'une part la RFA et la RDA et d'autre part la France, les États-Unis, le Royaume-Uni et l'URSS. Sa signature le 12 septembre 1990 à Moscou ouvrit la voie de la réunification allemande. Texte intégral :